# Ca la Ventureta
Ca la Ventureta és un edifici de Guissona (Segarra) inclòs a l'Inventari del Patrimoni Arquitectònic de Catalunya.

## Descripció
Casa modernista, feta amb pedra i ferro forjat que combina les línies rectes i corbes. Consta de planta baixa, dos pisos i golfes, separades entre si per una ampla motllura i amb una decoració de daus entre el segon pis i les golfes.
A la planta baixa hi ha una porta d'entrada de fusta amb ferro forjat a la part superior, que presenta formes geomètriques; és rectangular i amb angles superiors arrodonits, envoltada tota ella per una gran motllura de pedra treballada, amb mènsula central amb inicials, que recolza sobre sòcol de pedra de formes ondulades.
Al primer i segon pis, hi ha obertures rectangulars amb angles superiors arrodonits i barana de ferro forjat, al primer pis de formes sinuoses i al segon semicircular, ambdós decorats amb línies geomètriques. La façana és feta de carreus de pedra i mitja columna que la recorre fins a les golfes. Aquestes consten d'una barana de pedra que al centre té barana de ferro ovalada i els barnillons senzills. Les obertures i la façana semblen de construcció més moderna.